# 沈受謙

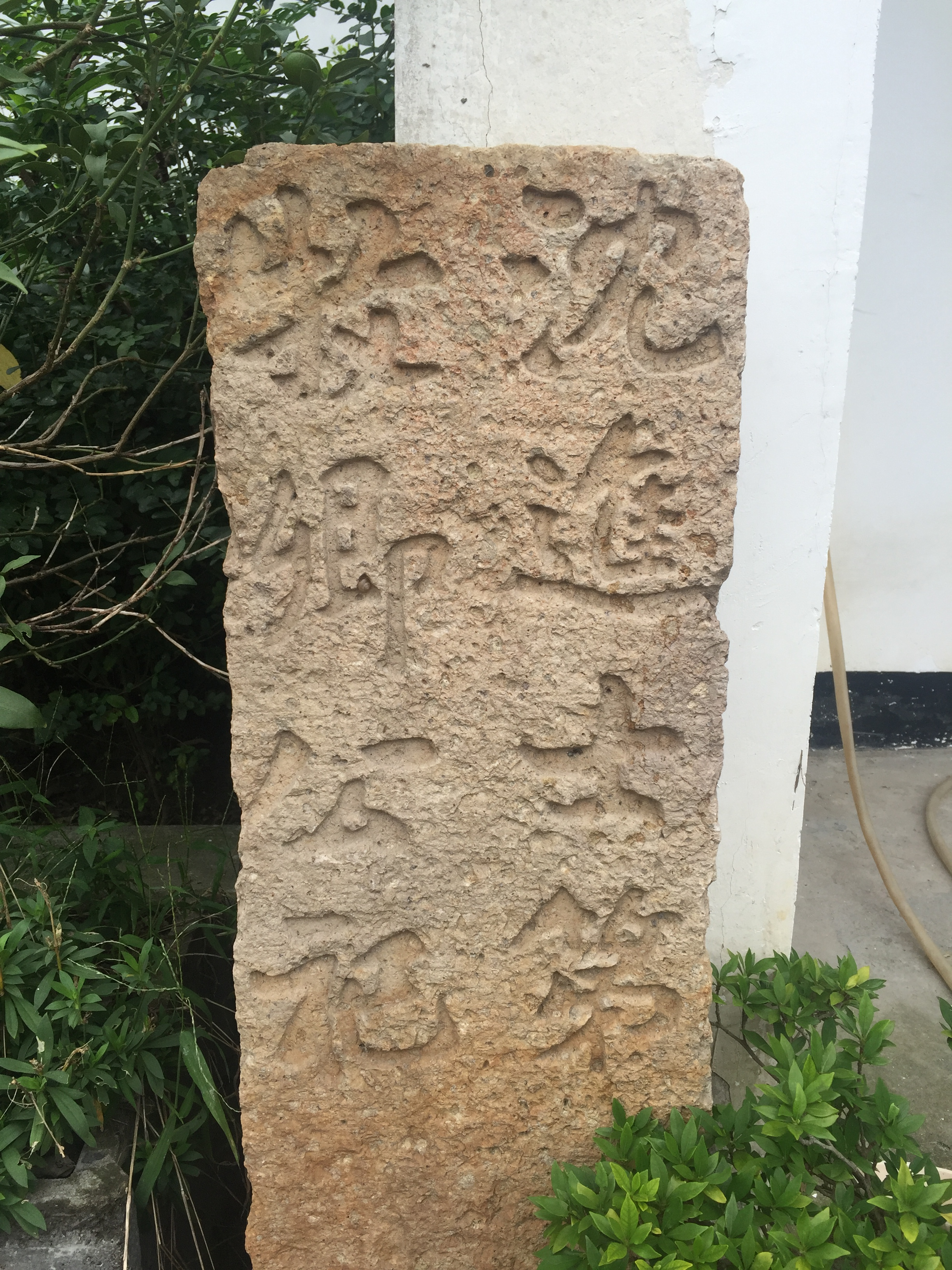
沈進士第牧卿公祀碑

沈受謙（1836年—1916年），字牧卿，號江梅，浙江绍兴府萧山县人，清朝官員，進士出身。

## 生平
同治七年（1868年）中進士。沈受謙曾出任福建德化縣知縣，光緒十年（1884年）接替胡培滋，擔任臺灣府臺灣縣知縣。光緒十三年（1887年）三月，擢永春直隶州知州。又二年，告老還鄉。民國五年（1916年）卒。

## 家庭
子沈定一为民国初期政治人物、中国共产党早期党员。